# 索菲·斯科特
索菲·K·斯科特爵士（英語：Sophie Kerttu Scott，1966年11月16日—）是一位英国神经科学家，伦敦大学学院教授。